# Шевченко (Рибницький район)
Шевченко (рос. Шевченко; рум. Șevcenco) — село в Рибницькому районі в Молдові (Придністров'ї).
Згідно з переписом населення 2004 року у селі проживало 77,3% українців.